# Mohamed Salah Jedidi
Mohamed Salah Jedidi (in arabo محمد صالح الجديدي‎?; Ghardimaou, 17 marzo 1938 – Tunisi, 17 marzo 2014) è stato un calciatore tunisino, di ruolo attaccante.

## Carriera

### Club
Formatosi nel Club Africain sotto la guida dell'allenatore italiano Fabio Roccheggiani, che lo sottopose anche a curiosi allenamenti specifici, come palleggiare con una pallina di plastica, per migliorarne la tecnica. 
Salah Jedidi fu tra i protagonisti della rinascita del club capitolino, che durante la sua militanza vinse due campionati, quattro coppe nazionali ed una Supercoppa di Tunisia.
Nel 1969 passa al Mégrine, club nel quale chiuse la carriera agonistica l'anno seguente.

### Nazionale
Fece parte del giro della nazionale tunisina dal 1962 al 1968, con cui partecipò alla Coppa delle nazioni africane 1962, disputatasi in Etiopia. Con le aquile cartaginesi ottenne il terzo posto finale, segnando anche una rete nella finalina contro l'Uganda.
Con la sua nazionale partecipò anche all'edizione del 1963 e soprattutto a quella del 1965, giocata in casa e persa in finale contro il Ghana.

## Statistiche

### Cronologia presenze e reti in nazionale
| Cronologia completa delle presenze e delle reti in nazionale ― Tunisia | Cronologia completa delle presenze e delle reti in nazionale ― Tunisia | Cronologia completa delle presenze e delle reti in nazionale ― Tunisia | Cronologia completa delle presenze e delle reti in nazionale ― Tunisia | Cronologia completa delle presenze e delle reti in nazionale ― Tunisia | Cronologia completa delle presenze e delle reti in nazionale ― Tunisia | Cronologia completa delle presenze e delle reti in nazionale ― Tunisia | Cronologia completa delle presenze e delle reti in nazionale ― Tunisia |
| Data                                                                   | Città                                                                  | In casa                                                                | Risultato                                                              | Ospiti                                                                 | Competizione                                                           | Reti                                                                   | Note                                                                   |
| ---------------------------------------------------------------------- | ---------------------------------------------------------------------- | ---------------------------------------------------------------------- | ---------------------------------------------------------------------- | ---------------------------------------------------------------------- | ---------------------------------------------------------------------- | ---------------------------------------------------------------------- | ---------------------------------------------------------------------- |
| 14-01-1962                                                             | Addis Abeba                                                            | Etiopia                                                                | 4 – 2                                                                  | Tunisia                                                                | Coppa d'Africa 1962 - Semifinale                                       | -                                                                      |                                                                        |
| 20-01-1962                                                             | Addis Abeba                                                            | Tunisia                                                                | 3 – 0                                                                  | Uganda                                                                 | Coppa d'Africa 1962 - Finale 3º posto                                  | 1                                                                      |                                                                        |
| 15-06-1963                                                             | Tunisi                                                                 | Tunisia                                                                | 4 – 1                                                                  | Marocco                                                                | Qual. Coppa d'Africa 1963                                              | 1                                                                      |                                                                        |
| 06-07-1963                                                             | Casablanca                                                             | Marocco                                                                | 4 – 2                                                                  | Tunisia                                                                | Qual. Coppa d'Africa 1963                                              | 1                                                                      |                                                                        |
| 22-11-1963                                                             | Accra                                                                  | Ghana                                                                  | 1 – 1                                                                  | Tunisia                                                                | Coppa d'Africa 1963 - 1º turno                                         | 1                                                                      |                                                                        |
| 22-11-1963                                                             | Accra                                                                  | Etiopia                                                                | 4 – 2                                                                  | Tunisia                                                                | Coppa d'Africa 1963 - 1º turno                                         | 1                                                                      |                                                                        |
| 12-11-1965                                                             | Tunisi                                                                 | Tunisia                                                                | 4 – 0                                                                  | Etiopia                                                                | Coppa d'Africa 1965 - 1º turno                                         | 1                                                                      |                                                                        |
| 14-11-1965                                                             | Tunisi                                                                 | Tunisia                                                                | 0 – 0                                                                  | Senegal                                                                | Coppa d'Africa 1965 - 1º turno                                         | -                                                                      |                                                                        |
| 21-11-1965                                                             | Tunisi                                                                 | Tunisia                                                                | 3 – 2 dts                                                              | Ghana                                                                  | Coppa d'Africa 1965 - Finale                                           | -                                                                      |                                                                        |
| Totale                                                                 |                                                                        | Presenze                                                               | 9+                                                                     |                                                                        | Reti                                                                   | 6+                                                                     |                                                                        |

## Palmarès

### Competizioni nazionali
- Campionato tunisino: 2

Club Africain: 1963-1964, 1966-1967
- Coppa di Tunisia: 4

Club Africain: 1964-1965, 1966-1967, 1967-1968, 1968-1969
- Supercoppa di Tunisia: 1

Club Africain: 1968